# 共同演化

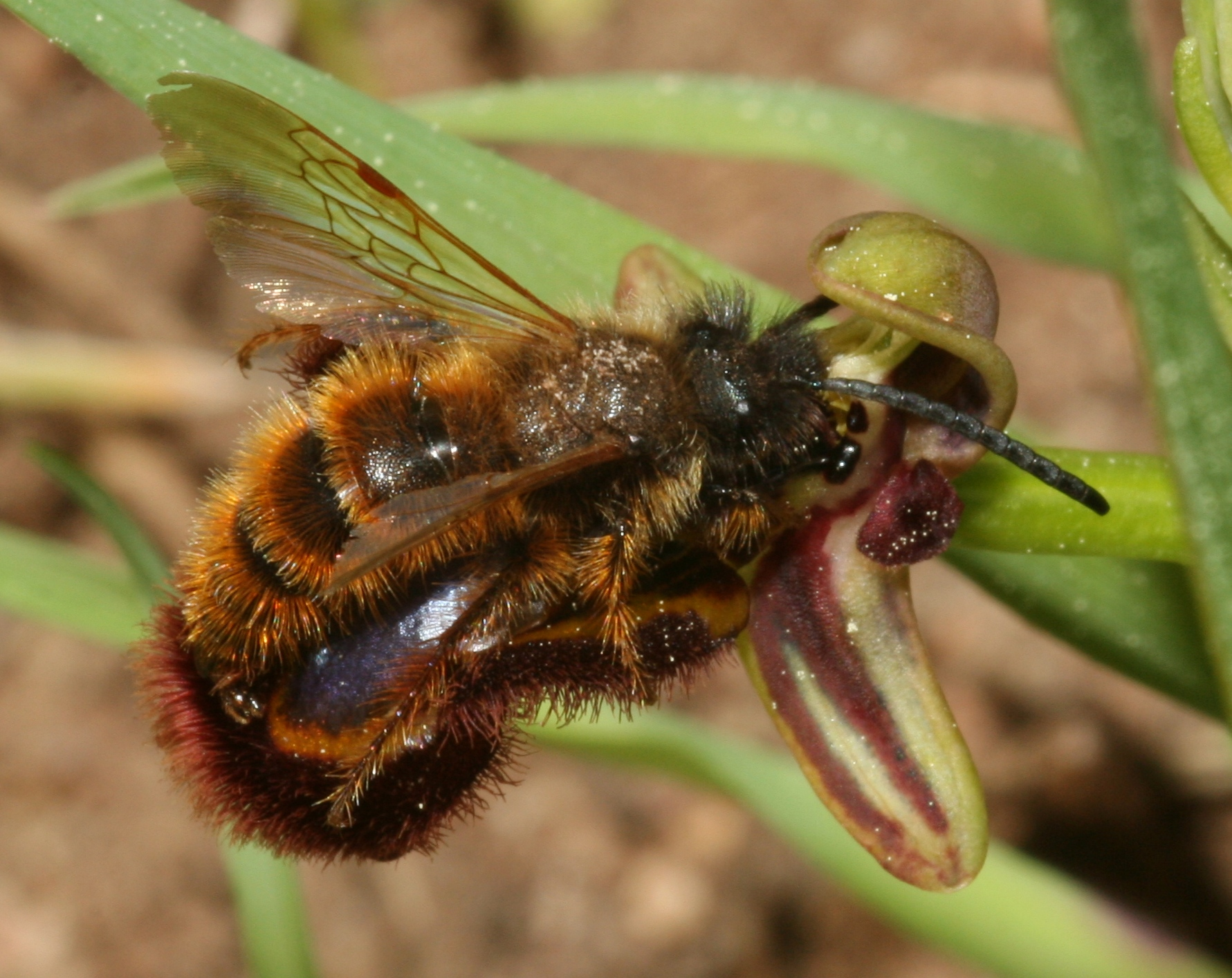
授粉的黄蜂 Dasyscolia ciliata 在与Ophrys speculum花进行拟交配

在生物學上，共演化是指「一項生物學的性質因另一項生物學的性質變化而隨之變化」。共演化可以發生在許多生理學上的層次，如微觀下蛋白質中胺基酸之序列，如巨觀下不同生物的性狀變化。在共演化的過程中，一項生物對另一項生物施予天擇壓力，進而影響後者的演化過程。不同物種之間的共演化現象包括了宿主與寄主的寄生關係，以及許多隨時間生物發生突變的例子。演化的過程常與非生物因子有所關聯，如氣候變遷，但這種演化過程並不屬於共演化（因為氣候並非生物且不隨生物演化的動力而改變）。共演化出現在許多種生理間的關係，如捕食與被捕食關係、共生關係、寄生關係等，但仍有許多生物理關係則難以釐清，例如一個物種被其它多種物種影響而其中每個物種又個自受其它物種所影響。諸如此類複雜的演化過程被稱為擴散式共演化（diffuse coevolution）。簡單的來說，共同演化是一場掠食者與獵物間永無止盡的演化軍備競賽。共同演化也包括寄主與寄生蟲間的演化，互利共生的行為可能會在這過程中發生。
共同演化的例子包括風蘭類蘭花與非洲蛾類間的授粉關係。蛾類需要蘭花的花蜜生存，蘭花也要依靠蛾類散佈花粉以繁衍下一代。這種既競爭又互利的演化過程導致蘭花發展出極深的花冠，蛾類也相對應演化出極長的口器。
共同演化也發生於掠食者與獵物間，如粗皮渍螈（Taricha granulosa）與帶蛇（Thamnophis sirtalis）間。蠑螈會在皮膚上分泌神經毒素，而帶蛇則發展出對抗毒素的抵抗力（沒有毒素抵抗力的個體都被"選擇"掉了）。這樣的競爭演化結果導致蠑螈身上的毒素越來越毒，而帶蛇對於神經毒素的抵抗力也越來越強。
關於地球史中大尺度的生物演化，鮮有證據支持共演化參與其中，因為其中的非生物因子（如大滅絕）對大多數生物都造成了嚴重的影響。然而，在族群或物種間的共演化證據則相對充足。例如早在達爾文的著作《物種原始》及《蘭花的授粉》中已經對共演化有了簡單的描述，又如病毒及其寄主的關係也可能是許多共演化的結果。
最初，共演化只是生物學上的概念，但已經被應用至其中相似的領域，如電腦科學及宇宙學。

## 理論模型
共演化的理論模型以利·范·瓦伦所提出的紅皇后假說最為知名，其內容為「在演化系統中，不斷地變化自己只為了維持自己與其它參與共演化生物之間的相對適存度。」然而，為了強調性別衝突的重要性，Thierry Lodé描述了「敵對交互作用」在演化中所扮演的角色，因此使共演化理論產生了敵對共演化之理論模型。另外，在無性生殖且資源有限的族群，其共演化造成的族群動態已由廣義的洛特卡－沃爾泰拉方程所描述。

## 例子

### 蜂鳥與鳥媒花

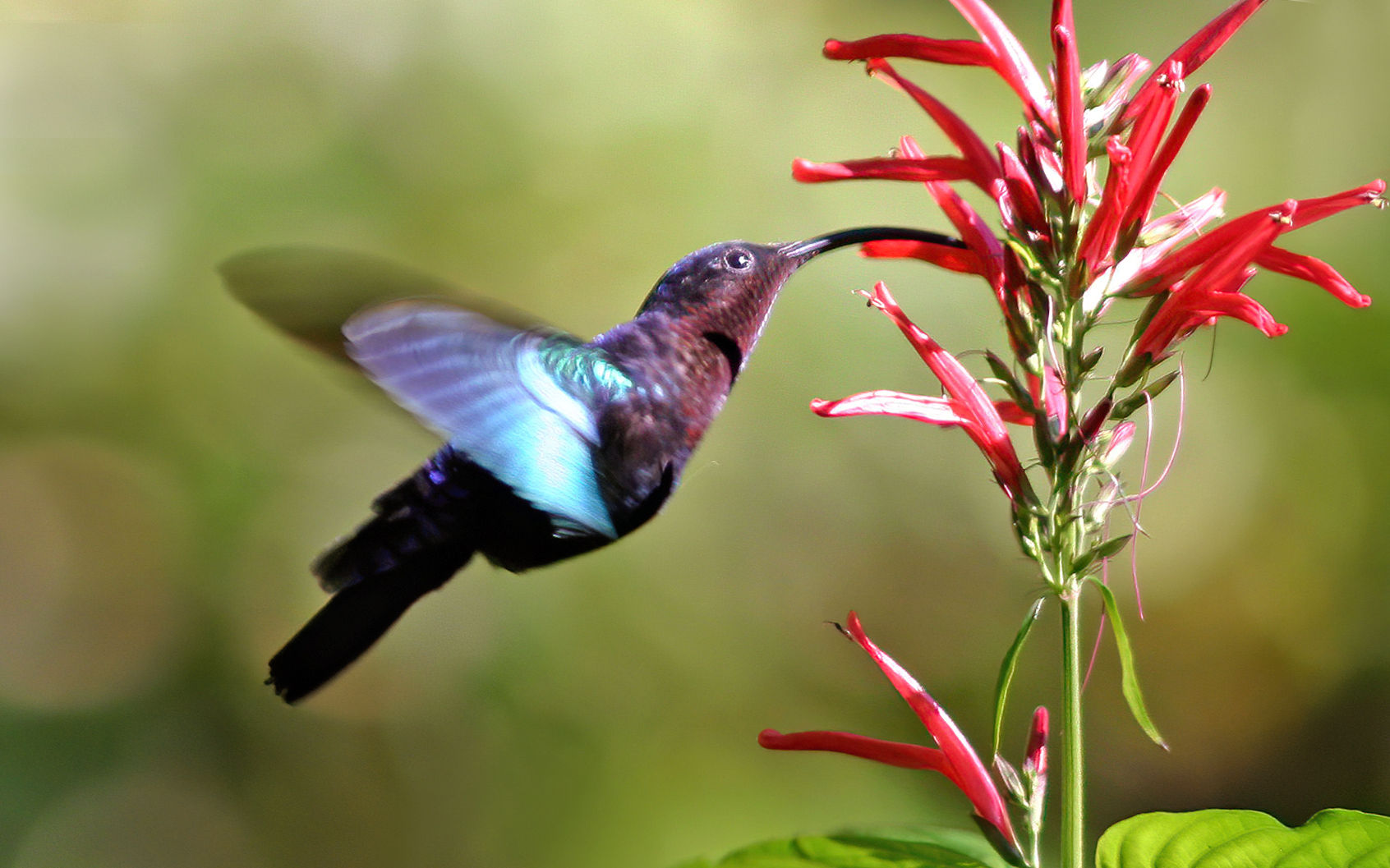
正準備吸食花蜜的蜂鳥。

蜂鳥與鳥媒花（以鳥為傳媒的花）發展出了互利共生的關係。這些鳥媒花具有適合蜂鳥攝食的花蜜、具有適合蜂鳥觀看的顏色、以及適合蜂鳥的喙可探訪的形狀。鳥媒花的花期也與蜂鳥的生殖季同期。
鳥媒花亦趨向對蜂鳥取得利益。這些花必須彼此相互競爭吸引傳粉者，而適應降低了這種競爭的不利影響。與蟲媒花相比，鳥媒花通常具有較多的花蜜與含有較多的糖類在花蜜中。這表示蜂鳥所具有的高能量需求(相對於蟲媒)是鳥媒花產生共演化的關鍵因子。在北美洲，許多種類的蜂鳥生存在同一個地區，而亦有多種鳥媒花同時在該地區生存。這些鳥媒花便似乎共演化成相似的形態與顏色。鳥媒花與的花管之長度與曲度因不同蜂鳥因具有不同形態的喙而影響不同蜂鳥的攝食效率。當蜂鳥探訪這些花時，花管的形態迫使具有洽當的喙的蜂鳥才容易攝食，也容易讓花粉沾黏在蜂鳥身上的特定部位而達到傳遞花粉的目的。
其它吸引蜂鳥探訪的重要條件是鳥類特別的視覺能力及其棲地特質。鳥類在可見光譜中的長波長端（紅光端）具有極佳的辨視能力，因此紅色對牠們而言是非常顯眼的。蜂鳥也可能可以看見紫外光。因此，蟲媒花上普遍的紫外光反射圖案可警告蜂鳥不要來訪。
蜂鳥皆屬於蜂鳥科，其下分為隱蜂鳥亞科及蜂鳥亞科。此二亞科之蜂鳥演化出對特定類群的花朵進行攝蜜的行為。大部份的隱蜂鳥亞科蜂鳥對單子葉植物的花成為配對，而蜂鳥亞科則與雙子葉植物的花成為配對。

### 大彗星風蘭與馬島長喙天蛾
大彗星風蘭與馬島長喙天蛾的共演化結果使得花的花管與蛾的口器二者的長度密切吻合。二者對彼此的專一依賴性亦使花管與口器的長度特長。

### 金鳳蝶與叙利亚芸香

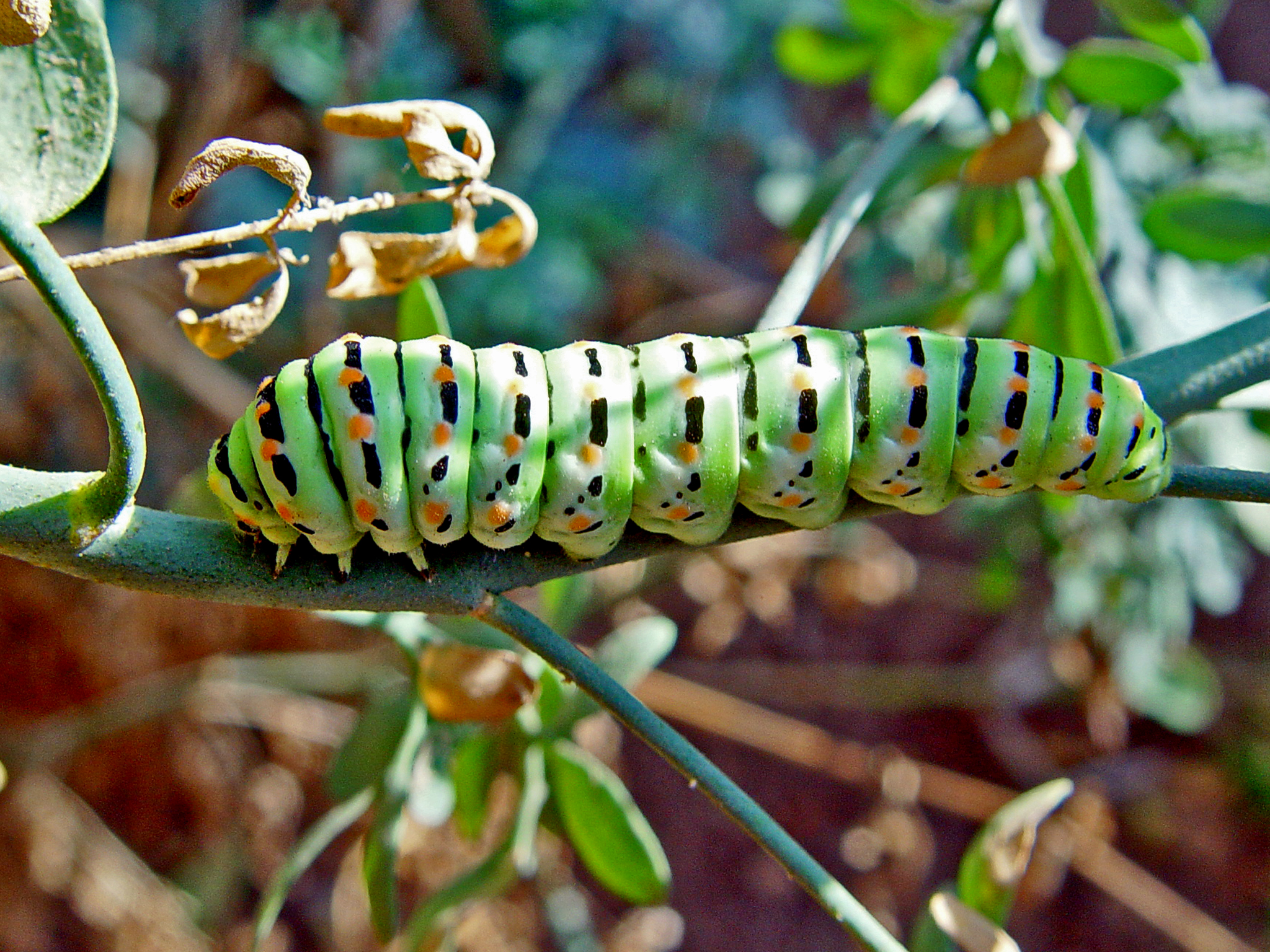
在Ruta chalepensis上的金鳳蝶幼蟲。

金鳳蝶（Papilio machaon）與芸香科植物叙利亚芸香（Ruta chalepensis）的關係是敵對共演化的著名例子。叙利亚芸香所分泌的醚類油具有毒性，可驅趕食草昆蟲以保護自己。金鳳蝶則發展出對抗這些醚類油的生理機制，進而降低金鳳蝶與其它食草昆蟲間對食物的競爭程度。

### 束带蛇與粗皮渍螈
束带蛇（Thamnophis sirtalis）是粗皮渍螈（Taricha granulosa）的天敵。粗皮渍螈保護自己的方式是在皮膚上分泌一種有效的神經毒素，而束带蛇則因為一連串的突變而發展出抵抗這種神經毒素的生理機制。諸如此類獵物與捕食者間不斷精進毒素與抗毒能力的的共演化現象被視為「軍備競賽」，使雙方不斷演化出更毒之毒素及更強之解毒能力。這種互相施加演化壓力而改變彼此演化方向的現象固然為共演化的範例。

### 獵豹和羚羊
獵豹（Cheetah，Acinonyx jubatus）是羚羊的主要天敵，羚羊也是獵豹主要的捕食對象，且兩物種皆因對方的存在和演化呈現極端的演化現象。例如獵豹為了加強短程極速衝刺的能力，演化出與其他貓科動物迥異的生理構造：極富彈性的脊椎、極大的鼻孔（以利散熱）、貓科動物中唯一不能收起的爪（衝刺時提供更好的抓地力，但也造成其爪子磨損嚴重而無法做為致命武器）、細小的牙齒和較無力的下顎（較小的顱部空氣阻力較小，但也造成其咬合力較弱較不致命），獵豹特殊的生理結構皆是為了適應短程極速衝刺的需求，但同時也犧牲了壯碩的肌肉，使其難以捕獵體型較大的生物。與此同時，羚羊也演化出益加敏捷的身手，獵豹並未在速度上佔絕對地上風，這種獵物與捕食者間的「軍備競賽」造成雙方間的差距並未實質拉近的現象亦稱紅皇后假說。

### 加州七葉樹與其授粉者
加州七葉樹（Aesculus californica）能夠分泌一種特別的神經毒素（aesculin）在花蜜中。這種神經毒素對一般的蜜蜂有毒，但與加州七葉樹共同演化的傳粉者則能抵抗這種毒素。

### 相思樹蟻與牛角相思樹

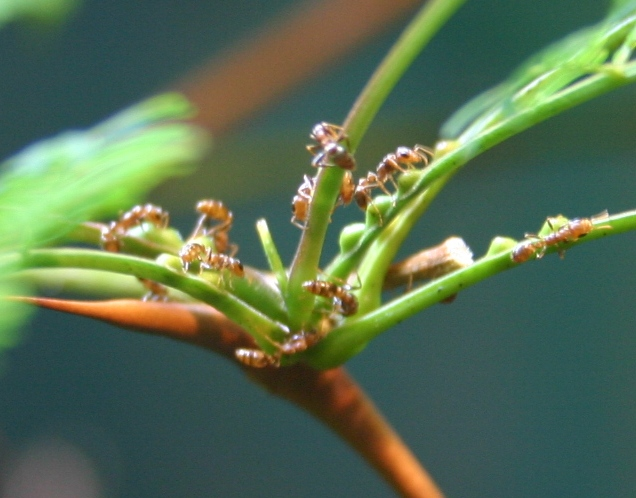
牛角相思樹與相思樹蟻

相思樹蟻（Pseudomyrmex ferruginea）會保護牠們的宿主：牛角相思樹（Acacia cornigera）。相思樹蟻會驅趕食用牛角相思樹的昆蟲，並且傷壞與牛角相思樹競爭日光的其它植物。牛角相思樹則分泌營養品並提供庇護所供給相思樹蟻及其幼蟲。儘管雙方具有互利共生的關係，某些其它蟻類物種也享用牛角相思樹所提供的優待卻沒有為牛角相思樹貢獻利益。這些蟻類被賦予「欺騙者」、「剝削者」、「強盜」等等名詞。雖然這些「「欺騙者」蟻類對牛角相思樹的生殖並未造成嚴重傷害，牠們降低宿主的適存度的程度卻也不易評估。

### 絲蘭蛾與絲蘭

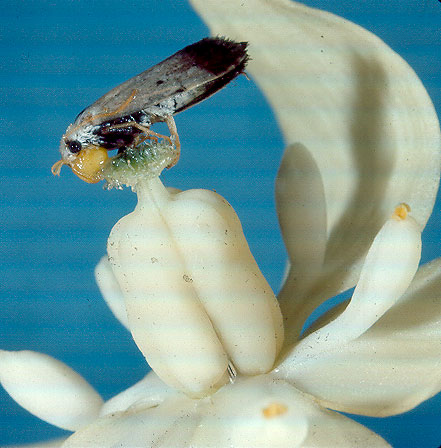
絲蘭蛾與絲蘭花

在互利共生的關係中，絲蘭（Yucca whipplei）的花只容許絲蘭蛾（Tegeticula maculata）作為傳粉者，是一種專一性的共生關係。絲蘭蛾也只會探訪絲蘭的花，並食用絲蘭種子的過程一併將花粉附著在蛾口器上特化的部位。絲蘭的花粉非常的黏，容易附著在絲蘭蛾的口器上達到傳遞的效果。絲蘭也為絲蘭蛾提供了蛾產卵的空間：花朵內部，作為蛾卵及幼蟲的庇護所。絲蘭與絲蘭蛾的共演化使得二者產生了演化上的適應而互相依賴對方才能生存。

### 真核生物細胞的粒線體
粒線體是真核生物細胞中的一個胞器，主要功能是將醣類轉化成ATP以提供細胞運作的能量來源。意外的是，粒線體具有自己與細胞核不同的DNA序列，被學者推測為真核生物在演化初期與其它生物的內共生的演化痕跡。類似的現象也存在於綠色植物細胞內的葉綠體。

## 生物學之外的共演化理論
共演化初期只是生物學上的概念，但已經擴充到其它學術領域。

### 演算法
共演化之演算法是一群用於產生人工生命並使之最佳化、具賽局學習及機器學習能力的演算法。這項演算法由Daniel Hillis及Karl Sims等人提出並實行。

### 宇宙學與天文學
在Erich Jantsch所著的《The Self-organizing Universe》一書當中，作者提出整個宇宙的演化乃基於共演化之概念。
在天文學中，黑洞與星系的關係被視為具有相互依賴的關係，就如同生物學上的共演化關係。